# Кадрале
Кадрале (баш. Ҡәҙрәле) — гора на Южном Урале, высшая точка хребта Кадералы. Находится на территории Ишимбайского района Башкортостана. Высота 602 метра.
На вершине установлен геодезический знак. С горы стекают 4 безымянных пересыхающих водостока.

## Происхождение названия
От башкирского слова ҡәҙерәле — дорогой, почётный, заповедный.